# ジャスト・アイ インフォメーション
ジャスト・アイ インフォメーション（just eye information）は、マツモトキヨシの情報を中心として放送していた衛星放送のチャンネルである。スカパー!e2（現・スカパー!）で放送していた。
マツモトキヨシの店頭に設置してある「デジポップTV」での放送を目的としており、日中は生活情報や、医薬品などのコマーシャルを放送していたが、毎週土曜日の22:10～24:00は映画を放送していた。
TBSテレビと提携しており、ニュースや天気予報がデータ放送で提供されていたほか、同局の番宣も放送されていた。ただし委託放送事業者はTBS系列のシー・ティ・ビー・エス（現CS-TBS）ではなくテレビ朝日系列のシーエス・ワンテンであった。
無料放送であり、B-CASカードが無くても視聴・録画が可能だった。
2011年8月31日をもってスカパー!e2での放送を終了し、翌9月1日からは新しいジャスト・アイ インフォメーションとしてマツモトキヨシ店頭にて放映が開始された。店頭での放映ではデータ放送が無くなり、放映も2012年7月31日をもって終了した。

## チャンネル概要
- チャンネル名：ジャスト・アイ インフォメーション （英名:just・eye Information）
- 使用プラットフォーム：スカパー!e2
- 使用トランスポンダー：スカパーJSAT株式会社
- 委託放送事業者：株式会社シーエス・ワンテン
- 番組供給事業者：マツモトキヨシ
- データ放送供給者：株式会社TBSテレビ
- データ送出：トマデジ
- チャンネルNo.：CS361ch
- 視聴料金：無料

## 主な番組

### マツモトキヨシがお送りする快適生活情報
マツモトキヨシがお送りする快適生活情報（まつもときよしがおおくりするかいてきせいかつじょうほう）とはマツモトキヨシの情報を主な内容としマツモトキヨシの店内で流すことを目的として制作されている番組である。当番組が放送されているチャンネルであるジャスト・アイ インフォメーションの放送時間のうちの大半を占める。これらの番組はデータ放送を除き、1時間に1～2回、同一の内容を繰り返し放送し、内容が切り替わるのは月に1回である。
かつて放送していた番組
- Beautiful Life〜自分磨きのススメ〜
- Matsukiyo Records
- Seasonal Wind（ナビゲーター：蒲田健）
- 健康ステーション
- カラダ想いのカンタンレシピ（ナレーター：大越多佳子）
- エンタメ☆パラダイス
- 健康惑星
- 星座ランキング
- マツキヨ ウィークエンドシアター
- TBSのニュースなどのデータ放送
- WOMAN'S EYE（ナビゲーター：竹内幸輔、カコ）
- 健康最前線（ナレーター：大越多佳子）
- マツキヨ＠エンタ
- マツキヨ健康の森

### マツキヨウイークエンドシアター
毎週土曜日22:10～24:00に放送されていた映画専門番組である。邦画・洋画を問わず、1ヶ月につき2作品を隔週毎に放送していた。外国映画の場合は吹き替え無しの日本語字幕版で放送された。